# 잔지바르 혁명
잔지바르 혁명(Zanzibar Revolution)은 1964년 1월 12일에 잔지바르 술탄국에서 발생한 혁명이다. 이 혁명으로 잔지바르 혁명 정부의 통치하에 잔지바르 인민공화국이 성립하고 잔지바르와 탕가니카의 합병에 의한 탄자니아의 성립으로 이어졌다.